# Jean Deza
Jean Carlos Francisco Deza Sánchez oder kurz Jean Deza (* 9. Juni 1993 in Callao) ist ein peruanischer Fußballspieler. Er steht seit 2018 bei Sport Huancayo unter Vertrag.

## Karriere

### Verein
In seiner Jugend spielte Deza für die Academia Deportiva Cantolao, an wo unter anderem auch Claudio Pizarro und Carlos Zambrano  ausgebildet worden waren. Im August 2011 unterschrieb er beim slowakischen Verein MŠK Žilina seinen ersten Profivertrag. Sein Debüt in der Corgoň Liga gab er am 27. August gegen FK Dukla Banská Bystrica. Deza spielte insgesamt 31 Spiele und erzielte zwei Tore. Während seiner Zeit in Žilina absolvierte er zwei Qualifikationsspiele für die UEFA Champions League.
Im April 2013 wechselte er wieder zurück nach Peru zu Universidad San Martín, für die er nur zehn Spiele absolvierte und am Ende der Saison an den HSC Montpellier nach Frankreich ausgeliehen wurde. Deza bestritt zwölf Ligaspiele und erzielte dabei ein Tor. Ebenfalls absolvierte er einige Spiele für Montpelliers Amateurmannschaft (9 Spiele/3 Tore). Am Ende der Saison nutzte Montpellier die Kaufoption und verpflichtete ihn für die Spielzeit 2014/15. Er unterschrieb dort einen Vertrag bis zum 30. Juni 2018. Zum 1. Juli 2016 wechselte er zu Levski Sofia und unterschrieb dort einen Vertrag bis 30. Juni 2018.

### Nationalmannschaft
Für die peruanische Fußballnationalmannschaft spielte er bislang zwei Spiele. Sein Debüt gab Deza am 30. Mai 2014 in einen Freundschaftsspiel gegen England, in dem er in der Startformation stand und in der 66. Minute ausgewechselt wurde.